# Brakzand (zandbank)
Brakzand is een zandbank in de Waddenzee tussen Lauwersoog en Schiermonnikoog. De zandplaat wordt gebruikt als startplaats bij wadloopwandelingen naar Schiermonnikoog. Gezien de grootte is Brakzand geen eiland te noemen.